# Henry Williams
Henry L. Williams (Indianapolis, 6 giugno 1970 – Charlotte, 13 marzo 2018) è stato un cestista statunitense.

## Caratteristiche tecniche
Dotato di grande tecnica, è stato definito come una delle migliori guardie anni '90 del campionato di A1, in cui nel 1996 è stato eletto MVP.
Nella sua carriera italiana ha totalizzato poco meno di 7000 punti.

## Carriera

Williams nel 1998 alla Benetton Treviso

Complice la sua taglia ridotta non accende la fantasia degli scout NBA, così una volta uscito dal college nel 1992 inizia la sua carriera professionistica con i Wichita Falls Texans.
Arriva in Italia a fine gennaio del 1993 dove viene scoperto dal general manager della Scaligera Verona Andrea Fadini. Henry viene inizialmente ingaggiato a gettoni per poi essere confermato in modo definitivo grazie alle sue prestazioni. In quella stagione grazie all'aiuto determinante di Williams, la Glaxo verona riuscirà a centrare la promozione diretta in serie A1. In quella stagione Hi-Fly viaggerà con una media di 24,3 punti a partita e con il 50% da tre punti. La stagione successiva, quella 1993-1994, sarà la migliore sia per Williams sia per la Glaxo: Henry viaggia ad una media di 25,5 punti segnati, con il 58% da due e quasi il 40% da tre. Grazie alle prestazioni di Hi-Fly e di tutta la squadra in generale, la Glaxo da neopromossa concluderà il campionato in quarta posizione (un record ancora da battere per una squadra neopromossa), finendo poi eliminata nella decisiva gara 3 al PalaDozza dalla Virtus Bologna dei vari Danilović, Moretti, Binelli, Morandotti. Nella stagione successiva Williams viaggia sempre su medie importanti di 25,3 punti a partita, la Glaxo però non va oltre i quarti di finale dei play off.
A questo punto va a giocare altrove, in una squadra più competitiva sia in Italia sia in Europa come la Benetton Treviso di coach Mike D'Antoni. La stagione 1995-1996 presenterà ancora un Williams con 25,0 punti di media, ma la squadra trevigiana verrà eliminata dalla Fortitudo Bologna in semifinale scudetto in gara 3. La stagione 1996-1997 sarà quella dello scudetto per Treviso, in una squadra che vedeva la presenza, tra gli altri, di Bonora, Pittis, Rebrača, Marconato, squadra che perderà solo quattro gare in regular season. Williams abbasserà leggermente le sue medie viaggierà a 20,8 punti di media a partita, ma risulterà comunque un giocatore determinante tanto da essere nominato MVP della stagione. Nella stagione post-scudetto Obradović subentra a D'Antoni e per Henry le cose non saranno più come prima, i rapporti con il coach non sono dei migliori, ma nonostante ciò Hi-Fly realizza 19,2 punti di media, la stagione non sarà comunque fortunata per Treviso visto che verrà eliminata ai quarti dei play off scudetto da Reggio Emilia e in semifinale di Eurolega nella discussa partita contro l'AEK Atene. La stagione 1998-1999 sarà l'ultima di Williams al PalaVerde dove ormai è un beniamino, Henry continuerà ad incantare la folla trevigiana grazie alla sua classe e ai suoi numeri, 19,0 punti di media. In quella stagione Henry aggiungerà al suo palmarès anche una Coppa Saporta, ma dovrà subire una cocente sconfitta in finale scudetto contro la Varese di Pozzecco e Andrea Meneghin.
Nella stagione 1999-2000 firma con la Virtus Roma dove formerà con Mike Iuzzolino un tandem di ex veronesi. La stagione per Williams comincia bene con la vittoria in Supercoppa Italiana ma si rivelerà in complesso deludente e avara di successi nonostante i suoi 18,6 punti di media. L'avventura romana si chiuderà dopo una sola stagione.
Per la stagione successiva, l'ultima in serie A1, firmerà con la sua prima squadra italiana, la Scaligera Verona. Con i gialloblù parteciperà all'Eurolega, continuerà ad avere medie importanti per un giocatore di 31 anni (17,5 punti di media a partita) ma la sua carriera in serie A1 finirà senza la partecipazione ai play-off.
La sua ultima stagione in Italia, Williams la gioca in Legadue a Napoli guidato da coach Piero Bucchi in panchina. Nonostante i 33 anni Henry contribuirà ad una storica promozione in serie A grazie ai suoi 19,6 punti di media in campionato e i 15,1 nei play-off. Con la promozione napoletana in A si chiuderà l'avventura di Williams in Italia e anche la sua carriera da giocatore.
Nel 2014, all'età di 44 anni, ha rivelato di essere in dialisi nonché in attesa di un trapianto di reni a causa di un'insufficienza renale, diagnosticatagli per la prima volta nel 2009. È morto a Charlotte il 13 marzo 2018, proprio per problemi legati alla sua malattia renale.

## Palmarès

### Club

#### Competizioni nazionali
- Campionato italiano: 1

Pall. Treviso: 1996-97
- Supercoppa italiana: 2

Treviso: 1997
Roma: 2000

#### Competizioni internazionali
- Coppa Saporta: 1

Pall. Treviso: 1998-99

### Individuale
- MVP Serie A: 1

Pall. Treviso: 1996